# Aneby landskommun
Aneby landskommun var en tidigare kommun i Jönköpings län.

## Administrativ historik
Kommunen bildades 1967 av Bredestads landskommun och Hullaryds landskommun som en förberedelse till kommunreformen 1971 då landskommunen ombildades till Aneby kommun.
Kommunkoden 1967-1970 var 0604.

### Kyrklig tillhörighet
I kyrkligt hänseende tillhörde kommunen församlingarna Askeryd, Bredestad, Bälaryd, Frinnaryd, Haurida, Lommaryd, Marbäck och Vireda.

## Politik

### Mandatfördelning i Aneby landskommun 1966
| 10 | 9 | 7 | 2 | 7 |

| 35 |